# Juan de Larraya y Armendáriz
Juan de Larraya y Armendáriz (Larraya, Navarra, España, alrededor de 1570-Nandaime, Nicaragua, 13 de diciembre de 1610) fue un militar español, nombrado en 1609 como gobernador de Costa Rica. Firmaba como Juan de Larraya y Armendáriz, aunque en ocasiones se le mencionaba con la forma Juan de la Raya.

## Datos personales
Fue hijo de Francisco de Larraya y Elío, señor del palacio de Larraya, de las pechas de Irañeta, y María de Armendáriz, señora del palacio de Ubani, quienes casaron en 1568. Pertenecía a una familia de elevado linaje, y por muerte de su padre heredó el mayorazgo de Larraya y Ubani. De este matrimonio nacieron don Juan y dos hijas, doña Jerónima y doña Cristina.

## Carrera administrativa y militar
El 16 de septiembre de 1595 fue nombrado pagador de los 6000 ducados de las Obras y Gastos Extraordinarios del Reino de Navarra, cargo del que fue titular hasta su muerte. En 1600 se encontraba ya sirviendo en el ejército, a las órdenes del maestre de campo don Alonso de Tapia. El 20 de abril de 1601 el rey don Felipe III le otorgó el grado de capitán de arcabuceros, con el encargo de formar una compañía con soldados provenientes de la compañía de San Diego. El 28 de julio de 1607 le fue conferido el mando de otra compañía de arcabuceros del terciod e infantería española del maestre de campo Juan Chacón. El 13 de agosto de 1608 fue nombrado cabo de infantería de las galeras de la Real Armada del Mar Océano.

## Nombramiento como gobernador de Costa Rica
El 13 de mayo de 1609, mediante una real provisión, el rey don Felipe III nombró al capitán Larraya como gobernador y capitán general de la provincia de Costa Rica, por cinco años, para reemplazar a don Juan de Ocón y Trillo. El 16 de mayo de 1609 se expidieron en su favor varias reales cédulas, para concederle llevar 600 ducados libres de almojarifazgo, y para permitirle llevar consigo 500 ducados de joyas de oro y plata, seis espadas, seis dagas, seis arcabuces y seis mosquetes, seis criados, una esclava y un esclavo negros para su servicio, y para que cada uno de los criados que lleva pudiera llevar dos espadas y dos dagas.  
El 14 de junio de 1610 la Casa de Contratación de Sevilla extendió licencias de viaje a los seis criados de don Juan, que eran Alonso Martín y Francisco de Vergara, naturales de Madrid; Gabriel de Lias y Sáenz de la Hera, natural de Ocón, Luis de Chaves y Vargas, natural de Zamora; Martín de Ezcurra y Micháuz, natural de Pamplona, y Pedro Roldán Lasso de la Vega, natural de Espinosa de los Monteros. El 4 de julio, otra real cédula prohibió a la Real Audiencia de Guatemala someter a residencia a don Juan durante el tiempo de su gobernación, lo cual daba testimonio de la influyente posición de su familia. Poco después el grupo se embarcó en Sanlúcar de Barrameda con destino a América en el galeón Santa Beatriz. 
Ya en el reino de Guatemala, don Juan emprendió el viaje a su gobernación, pero el 10 de diciembre de 1610, cuando se encontraba en la población de Nandaime, en la provincia de Nicaragua, otorgó su testamento ante Fernando Morales, escribano público y de cabildo de la vecina ciudad de Granada, por hallarse enfermo de gravedad, Falleció a los pocos días. Su cuerpo fue trasladado a Granada y sepultado en la capilla mayordel convento de San Francisco. 
Debido al fallecimiento de don Juan de Larraya, don Juan de Ocón y Trillo continuó como gobernador de Costa Rica hasta que en 1613 lo reemplazó don Juan de Mendoza y Medrano.
Aunque don Juan de la Raya no llegó a tomar posesión, el 10 de octubre de 1612 se expidió una real cédula a los oficiales reales de Costa Rica, para que pagaran a su madre doña María Armendáriz, viuda, el salario de su hijo desde que embarcó hasta el día de su muerte en Nicaragua.